# Glenn McGrath
Glenn Donald McGrath AO (* 9. Februar 1970 in Dubbo, New South Wales) ist ein ehemaliger australischer Cricketspieler und einer der angesehensten Fast-Bowler in dieser Sportart. Er erzielte 563 Wickets bei Test Matches in seiner Karriere. Er ist damit der erfolgreichste Test Fast-Bowler nach James Anderson.

## Karriere
Insgesamt absolvierte Glenn McGrath während seiner Karriere 124 Tests. Sein erstes Test Match für Australien absolvierte McGrath im November 1993 gegen Neuseeland in Perth. Seit Mitte der 1990er-Jahre gehörte er zur Standardbesetzung des Nationalteams und bildete zusammen mit Shane Warne ein gefürchtetes Bowler-Gespann. 2006 kündigte er an, sich nach dem Cricket World Cup 2007 komplett aus dem Sport zurückzuziehen. Sein letztes Test Match spielte er im Rahmen der Ashes-Serie 2006/07 gegen England. Während seiner Karriere bestritt McGrath 250 One-Day International Matches. Mit dem australischen Team gewann Glenn McGrath drei Mal die Cricket-Weltmeisterschaft (1999, 2003 und 2007). Beim Cricket World Cup 2007 erzielte er die meisten Wickets (26) aller Spieler. Mit dieser Leistung wurde ihm der Titel 'Spieler des Turniers' verliehen. Zudem ist er mit 71 Wickets erfolgreichster Bowler der Geschichte des World Cup.

## Privatleben
Die erste Frau von McGrath, Jane McGrath, mit der er zwei Kinder hat, verstarb 2008 nach langer Krankheit an Krebs. Beide hatten gemeinsam während der Krankheit eine Wohltätigkeitsorganisation, die McGrath Foundation, ins Leben gerufen, die sich der Bekämpfung des Brustkrebses widmet. Seit 2010 ist McGrath erneut verheiratet.

## Auszeichnungen
- 2008 Ernennung zum Member des Order of Australia für seine Verdienste um den Cricket-Sport als Spieler und für die Gemeinschaft durch die Gründung der McGrath Foundation.[1]
- 2011 Aufnahme in die Sport Australia Hall of Fame.[2]
- 2013 Aufnahme in die ICC Cricket Hall of Fame.[3]
- 2013 Aufnahme in die Australian Cricket Hall of Fame.[4]
- 2024 Ernennung zum Officer des Order of Australia für herausragende Verdienste um die Gesundheit der Gemeinschaft durch die Unterstützung bei Brustkrebs und um den Cricket-Sport als internationaler Trainer.[5]